# Famille de Jouvencel
Pour les articles homonymes, voir Jouvencel.
La famille de Jouvencel, anciennement Jouvencel ou encore Jouvenceau, est une famille subsistante de la noblesse française, originaire de Savoie au XVIe siècle, installée dans la région de Lyon au XVIIIe siècle, puis en Île-de-France au XIXe siècle.
Elle compte parmi ses membres trois députés, dont l'un sera également président du conseil d'État.

## Histoire
La famille de Jouvencel est originaire de Maurienne, en Savoie, puis installée en Lyonnais,.
La notice consacrée à cette famille dans le Grand armorial de France débute la filiation par « François Jouvencel, alias Arvaz ; petit-fils de Pierre Jouvencel, natif de Saint-Jean d'Arve ; était bourgeois citoyen de Chambéry en 1619 ».
Dans la « Séance du 4 décembre 1893 », le président de la Société d'histoire et d'archéologie de Maurienne, apportait une réponse à un contributeur de la revue L'Intermédiaire des chercheurs et curieux (1893) à propos de cette famille et de ses liens avec les comtes d'Arvaz. Le président Truchet indiquait qu'il y avait bien « des familles portant le nom de Jouvencel, mais les Jouvencel de cette commune n'étaient pas nobles » et n'avaient aucun lien avec la famille de Martin-Salière d'Arves. Arnaud Clement (2024) indique cependant un « Acte d'investiture du titre de comte d’Arves (créé par le duc de Savoie le 11 novembre 1699), par le dernier comte d’Arves de la Maison Martin-Sallières d’Arves du 24 mai 1912, enregistrées le 28. » A noter que le titre créé en 1699 est celui de comte des Cuynes et Villars.
En juillet 1705, un membre de cette famille obtient des lettres de naturalité. La famille obtient un anoblissement par charge d'échevin de Lyon en 1737-1738. Elle est présente aux assemblées de la noblesse à Lyon en 1789.
Un membre obtient une confirmation des titres de comte et baron par charte royale du roi d'Espagne, Alphonse XIII, en décembre 1909.
Cette famille a été admise au sein de l'Association d'entraide de la noblesse française en 1934.

## Héraldique

Variante des armoiries.

Armes personnelles de P. de Jouvencel.

Armoiries : « D'or, à deux palmes adossées de sinople, mouvant d'un croissant de gueules, au chef d'azur chargé d'un soleil d'or accosté de deux étoiles d'argent,, » (illustration en haut de l'article)
Variante : « D'or, à deux palmes adossées de sinople, mouvant d'un croissant de gueules, au chef cousu d'argent, chargé d'une aigle naissante de sable » (ci-contre à gauche)
Autre variante, armes de Pierre de Jouvencel : « Écartelé : au 1 d'azur, à trois couronnes impériales d'or, qui est Sancel ; au 2 d'azur, à trois rencontres d'or, qui est Marisy ; au 3 d'or, au paon rouant d'azur, au chef du même, chargé de trois étoiles d'or, qui est Palerne ; au 4 d'azur, au croissant d'argent surmonté d'un soleil d'or, qui est Imbert ; et sur le tout d'or, à deux palmes de sinople mouvant d'un croissant de gueules, au chef d'azur chargé d'un soleil d'or entre deux étoiles d'argent, qui est Jouvencel » (ci-contre à droite)

## Filiation
La filiation généalogique simplifiée est la suivante, :
- Pierre Jouvencel, de Saint-Jean-d'Arves
  - N. Jouvencel
    - François Jouvencel, alias Arvaz, à Chambéry en 1619, ép. 1° Jeanne Calliat puis 2° Antoinette Petrel
      - Claude Jouvencel, conseiller du duc de Savoie, lieutenant général au comté de Nice[réf. nécessaire], ép. 1660 Jacqueline Sancet
        - Pierre de Jouvencel (mort en 1759), premier échevin de Lyon, conseiller à la cour des Monnaies, ép. 1712 Anne Madeleine de Marisy
          - Pierre de Jouvencel (1717-1779), écuyer, coseigneur de Saint-Germain-au-Mont-d'Or, conseiller à la cour des monnaies de Lyon de 1741 à 1759,
 ép. 1° 1742 Marie Anne de Palerne puis 2° 1756 Marie Françoise Imbert-Colomès (fille de René Imbert et de Françoise de Soubry, et sœur du député Jacques Imbert-Colomès)
            - Hélène Magdeleine Jouvencel, ép. Jean Marie Gaudin, seigneur de Feurs (ils sont les parents du député Claude-Émile Gaudin)
            - Jacques François de Jouvencel, écuyer, ép. 1798 N. de Beaussier
            - Blaise de Jouvencel (1762-1840), maire de Versailles, député, ép. 1798 Mélanie Bigot des Jonchères (fille de François Olivier Paul Bigot des Jonchères, seigneur de Chevincourt, conseiller secrétaire du roi)
              - Paul Hippolyte de Jouvencel (1798-1861), ép. Catherine Félicité Floux
                - Paul de Jouvencel (1817-1897), naturaliste, député, ép. Lydia d'Harcourt-Boys

              - Ferdinand de Jouvencel (1804-1873), député, président du conseil d'État, ép. en 1838 Marie Caroline Pauline Mala
                - Marthe Françoise Marie de Jouvencel (1839-1893), religieuse
                - Paul Henri Aldegonde Olivier de Jouvencel (1844-1913), polytechnicien, sous-préfet de Fontainebleau, vice-président de société, ép. 1870 Marie Isabelle Bonneau du Martray
                  - Aldegonde Edmond Marie Pierre de Jouvencel (1876-1914), capitaine de cavalerie, mort pour la France
                  - Aldegonde Marie Henri de Jouvencel, (1877-1960), conseiller référendaire à la Cour des comptes, ép. Marie Lebeuf de Montgermont
                    - Pierre-Aldegonde de Jouvencel (1904-1968), conseiller maître à la Cour des comptes

                - Louis Antoinette ou Malvina Marie de Jouvencel (née en 1847), ép. en 1873 Charles Fortuné Léonce de Masin, colonel
                - Léon Aldegonde Félix (né en 1848)

## Personnalités
Les principales personnalités de cette famille sont, par ordre chronologique :
- Pierre Jouvencel (mort en 1759), premier échevin de Lyon (maire) en 1737, conseiller à la cour des monnaies.
- Pierre de Jouvencel (1717-1779), écuyer, coseigneur de Saint-Germain-au-Mont-d'Or, conseiller à la cour des monnaies de Lyon.
- Blaise de Jouvencel (1762-1840), maire de Versailles, député de Seine-et-Oise à l'Assemblée nationale.
- Ferdinand de Jouvencel (1804-1873), député de Paris puis de Seine-et-Oise à l'Assemblée nationale, président du conseil d'État.
- Paul de Jouvencel (1817-1897), naturaliste, député de Seine-et-Oise à l'Assemblée nationale.
- Henri de Jouvencel (1877-1960), conseiller référendaire à la Cour des comptes, lauréat de l'Académie française[11].
- Pierre-Aldegonde de Jouvencel (1904-1968), conseiller maître à la Cour des comptes[12],[13].

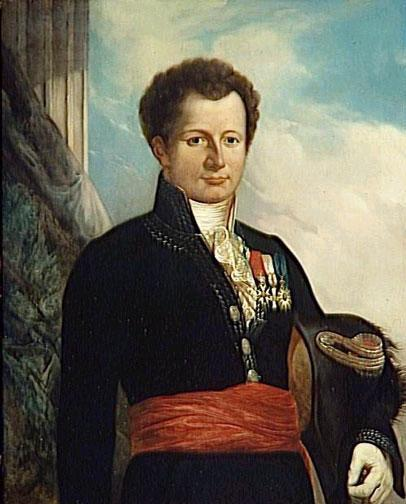
Blaise de Jouvencel (1762-1840)
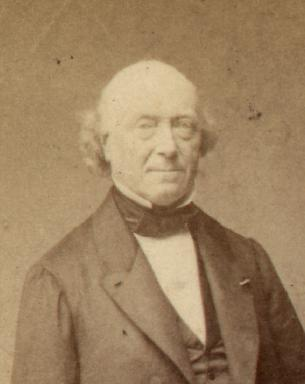
Ferdinand de Jouvencel (1804-1873)
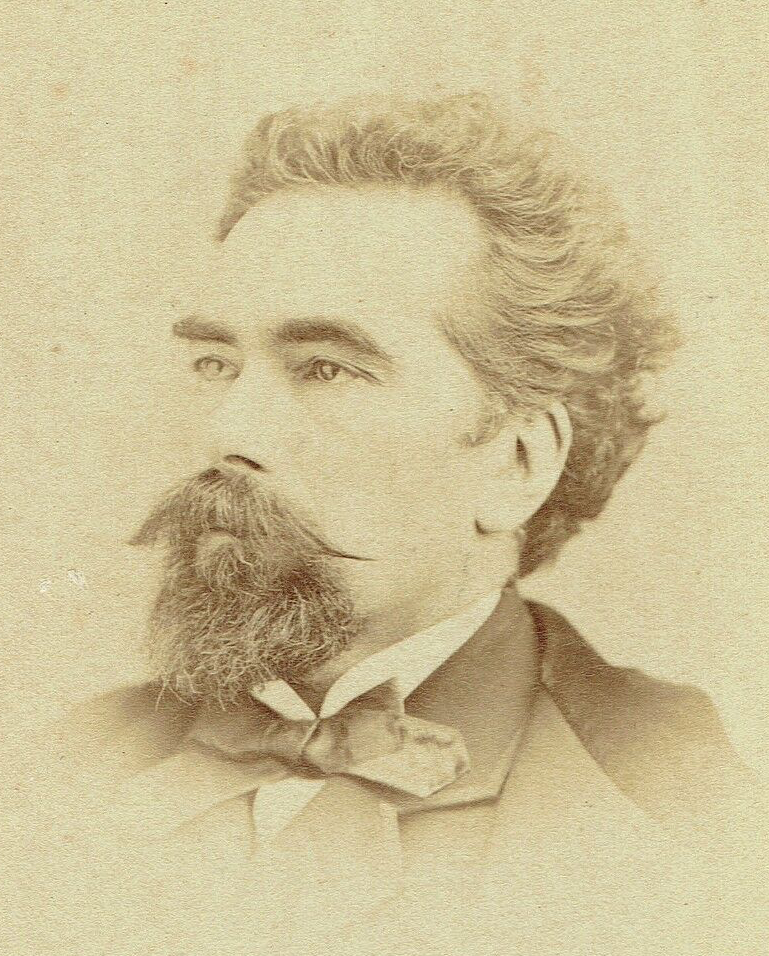
Paul de Jouvencel (1817-1897)

## Alliances
Les principales alliances de la famille de Jouvencel sont : de Masin (1873), de Sugny (1900), Lebeuf de Montgermont (1904), Jourdin de L'Etoille (1912), Falcon de Longevialle (1924), Dubois de La Sablonière (1927), de Bertier de Sauvigny.

#### Ouvrages spécialisés
- « Jouvencel », dans Annuaire de la noblesse de France, 1874 et 1899.
- Association de la noblesse de France. Recueil des personnes ayant fait leurs preuves, Paris, 1950-1973, vol. 1.
- La Cour des Comptes dans la Guerre 14-18, 2015, publié par le Comité d'histoire de la Cour des comptes, est illustré, notamment, par de nombreux documents photographiques issus de l'album de photos de Henri de Jouvencel.
- Julien Baudier, Léon Galle, Armorial des bibliophiles de Lyonnais, Forez, Beaujolais et Dombes, vol. 1, 1907, p. 317-318.
- P. Bugnot, Recueil des généalogies historiques des anciennes familles françaises, Paris, 1912.
- Eugène Fyot, Le château et les seigneurs de Brandon, 1900.
- André Guirard, Notice historique sur la famille de Jouvencel, Firmin-Didot, 1930, 14 p.
- Henri Jougla de Morenas, Grand armorial de France, t. 4, Paris, Frankelve, 1975 (lire en ligne [PDF]), p. 360, de Jouvencel, olim Jouvenceau.
- Georges de Morant, Notice généalogique sur la famille de Jouvencel, 1911.
- A. Révérend, Titres, anoblissements et pairies de la Restauration, vol. 4, Paris, Champion, 1904, p. 77-79.

#### Ouvrages familiaux
- H. de Jouvencel, Recherches historiques, généalogiques et biographiques sur les Jouvencel, Villeconin, 1940, 801 p. (ouvrage familial)
- H. de Jouvencel, L'assemblée de la noblesse de la sénéchaussée de Lyon en 1789, Lyon, 1907, 1014 p.
- H. de Jouvencel, Visites de familles, filiations bourguignonnes et nivernaises, Chanteloup, 1949, vol. 2, p. 95.